# Philippe Aubert (journaliste)
Pour les articles homonymes, voir Aubert et Philippe Aubert.
Philippe Aubert, né le 28 janvier 1950 dans le 14e arrondissement de Paris et mort dans ce même arrondissement le 19 février 1998 à l'âge de 48 ans, est un journaliste et chroniqueur français.

## Biographie
En 1969, il entre au journal Combat, puis est engagé à L'Express et au magazine Actuel. 
Après avoir travaillé à France Inter et à RMC, il devient chroniqueur sur Europe 1, faisant la revue de presse sur un ton humoristique sous le titre Le Kiosque.
Il était surtout connu pour sa participation à l'émission de Bernard Rapp L'Assiette anglaise, et en particulier sa revue de presse, ainsi que pour sa spirituelle admiration pour Mathilda May et Marie-France Cubadda.
Il meurt en 1998 des suites d'une longue maladie à 48 ans,.

## Ouvrages
- Franchise postale, éditions Jean-Claude Lattès, 1988 (lettres écrites des 4 coins de la planète à des personnages plus ou moins connus)  (ISBN 978-2709607452)
- Elles - Pour en finir une fois pour toutes avec les femmes, éditions Jean-Claude Lattès, 1992  (ISBN 9782286037345)
- Les Bugatti, éditions Jean-Claude Lattès, 1981
- Ces voix qui nous gouvernent, éditions Alain Moreau, 1979
- Le guide du savoir-vivre-Revu et corrigé par Philippe Aubert,1993